# 山盛り食堂
『山盛り食堂』（やまもりしょくどう）は、日本テレビ系列で放送されたテレビドラマ。1975年10月1日 - 1976年3月10日までの間、毎週水曜日20:00 - 20:54の枠で放送された。

## 概要
舞台は埼玉県春日部辺りの国道4号線沿いにある、トラックドライバーの利用も多いドライブインの食堂。ご飯、おかず、お新香が山盛りと言う家庭的サービスだけでなく、食堂を切り盛りする主人のふみ江の性格も山盛り、笑いも涙も人情もたっぷりな所であることから「山盛り食堂」と呼ばれていた。ふみ江とお手伝いの赤沢鯛子の二人を中心に、ふみ江の一家と常連客らとの交流を中心に、様々な喜びも悲しみも交えた人間関係を描いていったホームドラマ。
赤沢鯛子役の都はるみは、過去に映画の演技経験はあったが、テレビドラマのレギュラーは初挑戦であった。都は当時の記事の中で、これまでテレビドラマの出演依頼はあったもののスケジュールの都合で断念していたが、脚本の向田邦子から強い要望があり出演に踏み切ったと述べている。

## キャスト
- ふみ江：京塚昌子
  - 食堂の主人。夫の益次郎は既に亡く、この年七回忌を迎える（第7話）。
- 赤沢鯛子：都はるみ
  - ドライブインの店員。
- ふみ江の長男・孝太郎：下條アトム
- ふみ江の長女・キヨ子：杉田かおる[注釈 1]
  - 一年前、食堂に食事をしに来た運転手の運転するトラックにはねられ、以来足が不自由になっている。
- 田口：植木等
  - トラック運転手で、食堂の常連客。目下やもめ暮らし。
- ガバ：ガッツ石松
- 船塚道夫：荻島真一
  - 運送会社のサラリーマン。
- 笹島（出稼ぎ労働者）：名古屋章
- 黒島緑郎：大門正明
  - 長野県出身。通称「ロクさん」
- 大河原豊康（トラック運転手）：三上真一郎
- 村上（トラック運転手）：山本麟一
- 小坂：松崎真
- 大河原サチ子（大河原の妻）：西川ひかる
- 益次郎の妹・トミ子：大山のぶ代（第7話から）
  - 8年前に家出したが、8年ぶりにふみ江の居る町に帰って来る。
- 洋子：竹下景子（第15話から）
- みつ：新村礼子
  - 食堂のお手伝い。
- 倉岡利八郎：大坂志郎
  - 隣のクリーニング店の店主。

### ゲスト
- 加代子：有吉ひとみ（第3話）
- 田口の妻・房子：鳳八千代（第5話）
- 吉野ゆかり：宮園純子（第6話）
  - 常連客の村上に連れられて来た女性。
- 愛子：沢田亜矢子（第9話）
  - 田口の知り合いの娘。
- ミキ：長谷直美（第10話）
- 亀谷：尾藤イサオ（第10話）
  - 孝太郎の友人。
- ミキのヒモ：小島三児（第10話）
- S・クツワタ（第12話）
- サンドウィッチマン・佐々木：里見浩太朗（第13話）
- サンドウィッチマン・渥美：横内正（第13話）[注釈 2]
- 坊屋三郎（第13話）
- 山形庄助（考古学博士）：森繁久彌（第14話）
- 南道郎（第15話）
- 小西：林ゆたか（第20話）
- 三遊亭笑遊（第21話）

## スタッフ
- 原案：向田邦子
- 脚本：向田邦子、田上雄、千野皓司、窪田篤人、ジェームス三木、辻久一
- 演出：小杉義夫、矢野義幸、鶴島光重
- 音楽：萩田光雄
- 主題歌：都はるみ「泣き笑い」
  - 作詞：山川啓介／作曲：中村雅俊／編曲：萩田光雄／日本コロムビア）
- 挿入歌：都はるみ「さらば渡り鳥」
  - 作詞：喜多条忠／作曲：中山大三郎／編曲：栗田俊夫／日本コロムビア）
- 制作著作：日本テレビ

## サブタイトル
| 話数 | 放送日         | サブタイトル               | 脚本           | 演出     |
| ---- | -------------- | -------------------------- | -------------- | -------- |
| 1    | 1975年10月1日  | 夜のマラソン               | 向田邦子       | 小杉義夫 |
| 2    | 1975年10月8日  | ダイヤと兎                 | 向田邦子       | 小杉義夫 |
| 3    | 1975年10月15日 | 夢の中の綱渡り             | 向田邦子       | 小杉義夫 |
| 4    | 1975年10月22日 | 初めての誕生日             | 向田邦子       | 小杉義夫 |
| 5    | 1975年10月29日 | 万歳！トラック野郎         | 田上雄         | 小杉義夫 |
| 6    | 1975年11月5日  | 恋のジンマシン             | 田上雄         | 小杉義夫 |
| 7    | 1975年11月12日 | お馬鹿さんな女             | 田上雄         | 鶴島光重 |
| 8    | 1975年11月19日 | 二人のお兄ちゃん           | 田上雄         | 鶴島光重 |
| 9    | 1975年11月26日 | あなたは娘よ               | 田上雄         | 鶴島光重 |
| 10   | 1975年12月3日  | 馬鹿な男の浪花節           | 千野皓司       | 矢野義幸 |
| 11   | 1975年12月10日 | 本日お見合い               | 田上雄         | 矢野義幸 |
| 12   | 1975年12月17日 | 逃げた女房に未練はないが   | 千野皓司       | 鶴島光重 |
| 13   | 1975年12月24日 | ありがとう、サンタクロース | 田上雄         | 鶴島光重 |
| 14   | 1976年1月7日   | おじいちゃんの(秘)物語     | 田上雄         | 鶴島光重 |
| 15   | 1976年1月14日  | 誤解も6階もありません      | 窪田篤人       | 矢野義幸 |
| 16   | 1976年1月21日  | 日記は小説より奇なり       | ジェームス三木 | 鶴島光重 |
| 17   | 1976年1月28日  | 紳士協定と恋心             | 辻久一         | 矢野義幸 |
| 18   | 1976年2月4日   | 駄目な息子に母の泪         | 田上雄         | 矢野義幸 |
| 19   | 1976年2月11日  | お客様は神様です           | 窪田篤人       | 鶴島光重 |
| 20   | 1976年2月18日  | 灯台もと暗し               | 田上雄         | 矢野義幸 |
| 21   | 1976年2月25日  | 純情ラプソディー           | 窪田篤人       | 鶴島光重 |
| 22   | 1976年3月3日   | 反抗期                     | 田上雄         | 矢野義幸 |
| 23   | 1976年3月10日  | 出発                       | 田上雄         | 鶴島光重 |

## 放送局
★印は、水曜 20:00 - 20:54に放送
- ★日本テレビ
- ★札幌テレビ[3]
- ★青森放送][4]
- ★秋田放送[4]
- ★山形放送[5]
- ★テレビ岩手[6]
- ★ミヤギテレビ[5]
- ★福島中央テレビ[5]
- 新潟放送；土曜 14:00 - 14:54[7]
- ★北日本放送[8]
- ★北陸放送[8]
- ★福井放送[8]
- ★山梨放送[5]
- ★信越放送[5]
- ★中京テレビ[9]
- ★よみうりテレビ[10]
- ★日本海テレビ[11]
- ★西日本放送[12]
- ★広島テレビ[12]
- ★山口放送[13]
- ★四国放送[14]
- ★南海放送[13]
- ★高知放送[13]
- ★福岡放送[15]
- ★テレビ長崎[15]
- ★テレビ大分[13]
- 宮崎放送；土曜 16:55 - 17:50[16]